# Wilanów... zobacz różnicę
Wilanów... zobacz różnicę – pierwszy album studyjny polskiego zespołu hip-hopowego Olimpu Muzyczna Plejada (OMP). Wydawnictwo ukazało się 16 grudnia 1998 roku nakładem wytwórni muzycznej Asfalt Records w dystrybucji KOCH International Poland. Materiał był promowany singlem "Otzafszetu", który ukazał się 23 czerwca 1999 roku na 12 "płycie gramofonowej.

## Lista utworów
Opracowano na podstawie materiału źródłowego.
1. "Wprowadzenie" (realizacja nagrań, produkcja, miksowanie: O$ka) – 0:34
2. "Oempe" (realizacja nagrań, produkcja, miksowanie: O$ka) – 4:43[A]
3. "Warszawa nocą" (gościnnie: Onar, realizacja nagrań, produkcja, miksowanie: O$ka) – 2:57[B]
4. "Rzeczywistość" (gościnnie: Lady K, realizacja nagrań, produkcja, miksowanie: O$ka) – 4:34[C]
5. "Zobacz co potrafię" (gramofony: DJ Repertuar, realizacja nagrań, produkcja, miksowanie: O$ka) – 3:09
6. "Polskie piosenki" (gościnnie: Solfernus, realizacja nagrań, produkcja, miksowanie, gramofony: O$ka) – 4:04
7. "Wszystko będzie dobrze" (gościnnie: Kritaczi, realizacja nagrań, produkcja, miksowanie: O$ka) – 2:47[D]
8. "Życie się toczy" (gościnnie: Kret, Onar, Wujlok, realizacja nagrań, produkcja, miksowanie: O$ka) – 4:54
9. "Otzafszetu" (realizacja nagrań, produkcja, miksowanie: O$ka) – 5:28[E]
10. "Ogrut zwany eden (Nara Remix)" (realizacja nagrań, produkcja, miksowanie: O$ka) – 4:22[F]
11. "Dwie strony" (gościnnie: Solfernus, realizacja nagrań, produkcja, miksowanie: O$ka) – 3:55[G]
12. "Relax w sobie noś" (gramofony: DJ Repertuar, realizacja nagrań, produkcja, miksowanie: O$ka) – 4:04
13. "Święto '98" (gościnnie: Pucek, realizacja nagrań, produkcja, miksowanie: O$ka) – 3:31
14. "Nie chcę się wstydzić" (gościnnie: Kritaczi, Numer Raz, realizacja nagrań, produkcja, miksowanie: O$ka) – 3:57[H]
15. "Wilanów" (realizacja nagrań, produkcja, miksowanie: O$ka) – 4:54[I]
16. "Oempe (Szejset Remix)" (miksowanie, produkcja: DJ 600V) – 4:54
17. "Zobacz różnicę" (miksowanie, produkcja, realizacja nagrań: DJ 600V) – 4:08 (utwór dodatkowy)
18. "Ziołasy" (gościnnie: Pucek, realizacja nagrań, produkcja, miksowanie: O$ka) – 4:32 (utwór dodatkowy)
19. "Zostań ze mną dziś" (realizacja nagrań, produkcja, miksowanie: O$ka) – 4:23 (utwór dodatkowy)[J]
20. "Relax w sobie noś (Relax Remix)" (realizacja nagrań, produkcja, miksowanie: O$ka) – 3:20 (utwór dodatkowy)

Notatki
- A^ W utworze wykorzystano sample z piosenek "Gonna Fly Now" w wykonaniu Maynarda Fergusona i "Love Hangover" Diany Ross[5].
- B^ W utworze wykorzystano sample z piosenki "Help! Help!" w wykonaniu Gilla[5].
- C^ W utworze wykorzystano sample z piosenki "Woman in Love" w wykonaniu Barbry Streisand[5].
- D^ W utworze wykorzystano sample z piosenki "Midnight Train to Georgia" w wykonaniu Gladys Knight & the Pips[5].
- E^ W utworze wykorzystano sample z piosenki "Our Theme – Part I" w wykonaniu Barry’ego White’a i Glodean White’a[5].
- F^ W utworze wykorzystano sample z piosenki "Bayou" w wykonaniu Love Unlimited Orchestra[5].
- G^ W utworze wykorzystano sample z piosenki "Bullwinkle Part II" w wykonaniu The Centurians[5].
- H^ W utworze wykorzystano sample z piosenki "Midnight Motion" w wykonaniu Kenny’ego G[5].
- I^ W utworze wykorzystano sample z piosenki "Let’s Stay Together" w wykonaniu Ala Greena[5].
- J^ W utworze wykorzystano sample z piosenki "Our Theme – Part I" w wykonaniu Barry’ego White’a i Glodean White’a[5].

Singel
| Otzafszetu |
| --- |
| Strona A 1. "Otzafszetu" 2. "Otzafszetu" (Instrumental) 3. "Otzafszetu" (A Cappella) Strona B 1. "Oempe" 2. "Oempe" (Instrumental) 3. "Oempe" (A Cappella) |